# Guerra austro-napolitana
La guerra austro-napolitana de 1815 fue llevada a cabo entre el napoleónico Reino de Nápoles y el imperio austríaco. Durante los Cien Días de Napoleón, el Reino de Nápoles se mantuvo en guerra contra el imperio Austríaco con el propósito de sostener al emperador francés y de impedir la tentativa de restauración de los Borbón sobre el trono de Nápoles: el ejército napolitano, comandado por Joaquín Murat, avanzó a través de la Italia central, pero fue derrotado en la batalla de Tolentino y obligado a retirarse. La derrota de Murat en Tolentino y la de Napoleón en la batalla de Waterloo causaron la caída de Murat y la restauración de Fernando IV en el trono del Reino de las Dos Sicilias. A pesar de esto, la intervención austriaca en Italia dio inicio a la cadena de eventos que llevaron a la unificación italiana, de la cual la guerra austro-napolitana representó la antesala.

## Antecedentes
Antes de las guerras Revolucionarias Francesas (1792-1802), el reino de Nápoles era gobernado por el soberano Borbón Fernando IV. Fernando se enfrentó con Napoleón al lado de la Tercera Coalición, mas después de la derrota en la batalla de Austerlitz y el consecuente tratado de Presburgo (diciembre de 1805) fue obligado a ceder el reino a Francia al inicio del año 1806, y a retirarse a Sicilia protegido por la flota británica.
Al principio, el trono de Nápoles fue dado a un hermano de Napoleón, José Bonaparte, si bien en 1808 se convierte en rey de España; en su reemplazo viene al trono de Nápoles el cuñado y general de Napoleón, Joaquín Murat. Al inicio, Murat reinó introduciendo el sistema legal y social francés y fue un leal aliado de los franceses, no obstante después de la desastrosa batalla de Leipzig (1813) abandonó la Grande Armée para resguardar su propio trono. Derrotado de nuevo en la Sexta Coalición, Murat se alejó cada vez más de Napoleón, firmando finalmente un tratado con Austria el 11 de enero de 1814 y uniéndose al lado de los aliados.
Pero a medida que el Congreso de Viena se desarrollaba, la posición de Murat se volvió más y más insegura al tiempo que crecía el deseo de los aliados de restaurar a Fernando en el trono napolitano: el mayor adversario de Murat era el Reino Unido, el cual sostenía a Fernando como único y oficial rey de Nápoles.
Cuando Murat fue informado del plan de escape que tenía Napoleón para exiliarse en la isla de Elba, en marzo de 1815, se alió de nuevo con él, y declaró la guerra al Imperio austríaco tan pronto como supo que aquel regresaba de nuevo a Francia.

## Desarrollo

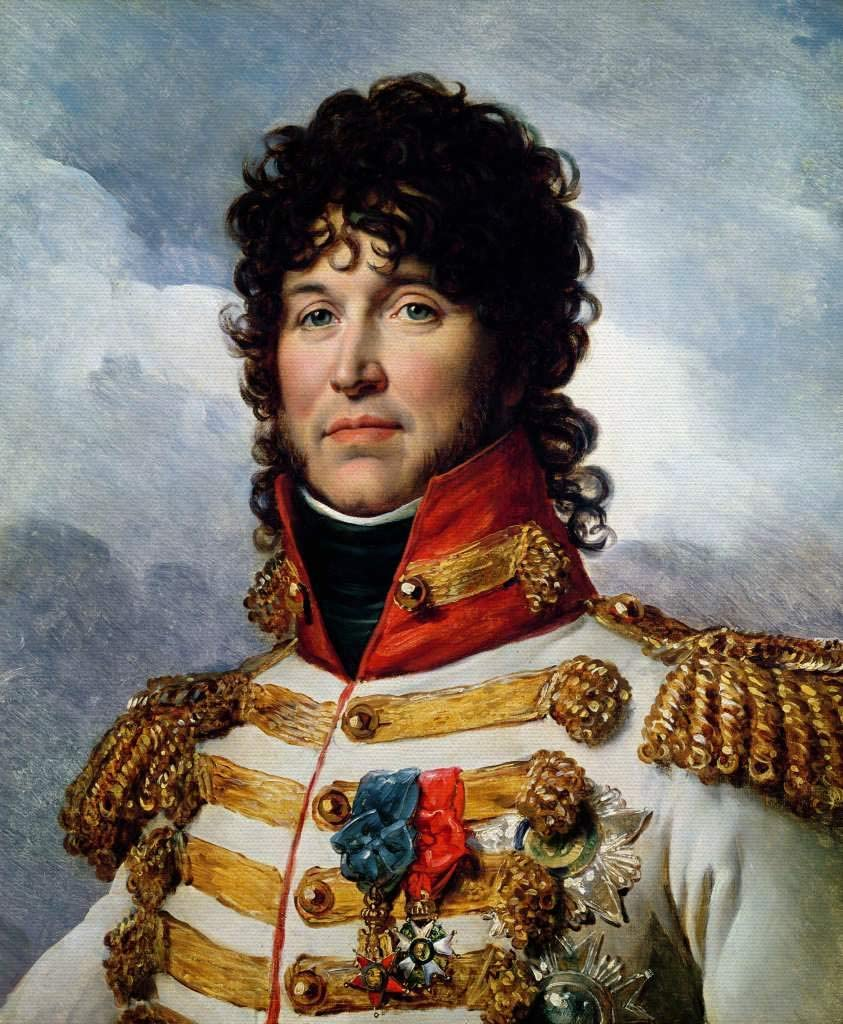
Joaquín Murat, rey de Nápoles.

Joaquín Murat declaró la guerra a Austria el 15 de marzo de 1815, cinco días antes del retorno de Napoleón a París y el comienzo de sus Cien Días. Los austriacos se encontraban preparados para la guerra, luego de que sus sospechas fueran comprobadas cuando Murat pidió permiso para avanzar con sus tropas a través de tierras austriacas con el supuesto objetivo de atacar el sur de Francia. Por consiguiente, Austria reforzó sus tropas en Lombardía bajo el mando del general Heinrich von Bellegarde antes de que la guerra fuese declarada.
Al inicio de la guerra, Murat declaró que tenía 82 000 hombres en sus filas, incluyendo 7000 jinetes y 90 cañones, aunque estas cifras fueron exageradas para avivar el ánimo de los italianos y unirlos a la causa. El número real rondaba los 50 000 hombres.
Dejando a su espalda un ejército provisional en caso de que se presentara una invasión desde Sicilia, Murat envió sus dos divisiones de élite a través de los Estados Papales, obligando al papa a huir a Génova. Con el resto de sus tropas, estableció sus cuarteles generales en Ancona y avanzó hacia Bolonia. El 30 de marzo, Murat arribó a Rímini, donde hizo un famoso discurso incitando al pueblo italiano a la guerra.
Los italianos, por ese entonces, se sentían temerosos de la Austria de los Habsburgo, debido a la creciente influencia austriaca en la región. Tal fue la razón por la que el Ducado de Milán, el cual había estado bajo control austriaco antes de la invasión de Napoleón, se alió de nuevo con los austriacos luego de 19 años. Otros príncipes pro-Habsburgo se incorporaron al Gran Ducado de Toscana, al Ducado de Módena y al Ducado de Massa y Carrara.
Murat esperaba que un ejército austriaco en Nápoles sería demasiado y que, por tanto, los italianos se animarían a unirse a su causa. No obstante, tal insurrección general no se llevó a cabo ya que las autoridades austriacas se encargaron de aplastar cualquier posible revuelta; así, Murat encontró muy pocos italianos fuera de Nápoles que quisieran tomar las armas y unirse a su causa. Muchos vieron en Murat a un hombre intentando recuperar y salvaguardar su corona más que a un hombre que luchaba por la unificación italiana. 
Por el momento, el número de tropas austriacas en Lombardía había aumentado a 120 000 y el general Frimont había sido escogido como el comandante de tal fuerza. El ejército había sido destinado a invadir el sur de Francia luego del regreso de Napoleón, pero ahora debía enfrentar al ejército napolitano que se aproximaba. Frimont movió sus cuarteles generales a Piacenza con el objetivo de bloquear cualquier intento 
napolitano de avance hacia Milán.
Mientras tanto, el mismo día que Murat dio su discurso de Rímini, la avanzada austriaca 
bajo el mando del general Bianchi fue obligada a retroceder luego de una escaramuza cerca de Cesena. Bianchi regresó a Módena y formó una línea defensiva detrás del río Panaro, permitiendo que Murat tomara Boloña el 3 de abril.
Murat y Bianchi se enfrentaron en la batalla del Panaro en Castelfranco Emilia: los austriacos fueron derrotados y dispersados. La vanguardia austriaca fue obligada a retroceder a Borgoforte, dejando a los napolitanos el camino libre hacia Módena.
Luego de la batalla, la división al mando del general Michele Carrascosa ocupó inmediatamente Módena, Carpi y Reggio Emilia, mientras que Murat marchó contra Ferrara entrando en la ciudad el 6 de abril. Sin embargo, la guarnición de Ferrara opuso una formidable resistencia para defender la ciudadela, costándole a los napolitanos un gran número de tropas en un infructuoso asedio.
El 8 de abril, Murat vadeó el río Po y finalmente puso pie en las tierras italianas controladas por Austria. Había recibido pequeños refuerzos de las poblaciones italianas hasta ese punto, aunque estaba esperando encontrar más apoyo al norte del Po.
La región en cuestión había sido parte del Reino napoleónico de Italia, una república vasalla de Francia, por lo que se había informado que cerca de 40 000 hombres, muchos de ellos veteranos de las campañas de Napoleón, estaban preparados para unirse a Murat una vez que éste arribara a Milán. Murat pasó a través del pueblo de Occhiobello; fue allí donde se enfrentó finalmente con la mayor fuerza austriaca, bajo el comando de Frimont siendo derrotado el 9 de abril y tres días después en Casaglia, lo que obligó a Murat a dejar Ferrara el 13 de abril y retirarse hacia el sur siendo finalmente derrotado en la Batalla de Tolentino.
Mientras tanto, las dos divisiones que Murat había enviado a los Estados Papales atravesaron sin inconvenientes la Toscana y el 8 de abril ocuparon Florencia, la capital del Gran Ducado de Toscana. El Gran Duque huyó a Pisa, mientras que la guarnición austriaca en Florencia bajo el comando del general Nugent fue forzada a retroceder a Pistoia, con los napolitanos en su persecución.
Sin embargo, con nuevos refuerzos llegados del norte y su ejército en una poderosa posición defensiva, Nugent pudo dar la vuelta y enfrentar la persecución. Murat y los napolitanos habían llegado al cenit de su campaña. Los austriacos recuperaban el territorio perdido y ocupaban Florencia el 15 de abril y Roma el 30 de abril. Las últimas ciudades en rendirse a los austríacos serían Ancona, el 30 de mayo, Pescara al día siguiente y Gaeta, el 8 de agosto.

## Consecuencias
Murat realizó un nuevo intento de tomar el reino en octubre desembarcando en Pizzo. Ante la total falta de apoyo de la población local, fue detenido y ejecutado el 13 de octubre.